# D组级
D组级（俄語：Блок Д）是苏联以及后来的俄罗斯所使用的一次性使用运载系统上面级，其中火箭包括N1、質子K型運載火箭和天頂系列。
质子-K/D组级的设计工作始于美苏登月竞赛时期，其最初目的就是向月球发射探测器和载人宇宙飞船。火箭的主要设计思想是，在三级型质子号（质子-K）基础上加入一个上面级。该上面级称为D组级，是质子号火箭使用的第一种上面级；但它本来是给与科罗廖夫的N-1火箭配套的登月飞船设计的。D组级的特点是没有导航设备，其导航功能必须由载荷舱内的航天器自己提供。
将质子号（UR500）发展为三级火箭的工作在1964年就开始了，主要由于赫鲁晓夫（质子号总设计师切洛勉的政治保护人）下台，进展有些缓慢。1965年，由切洛勉主导的使用LK-1飞船的登月计划被科罗廖夫的N-1/L-1淘汰了。1967年第一种拥有第三级的质子号发射时，使用了D组级上面级，因此实际是四级火箭；纯粹的三级火箭在1968年才第一次发射。
基础型质子-K/D组级在1975年停止使用，其间共发射39次，失败15次，发射成功率只有61.5%。由质子-K/D组级发射成功的航天器有探测器4号~探测器8号无人飞船，月球15号~月球23号月球探测器，火星2号~火星7号火星探测器，金星9号~金星10号金星探测器。
对D组级加以改进获得了两种衍生的上面级，D-1组级和D-2组级，所对应的火箭称为质子-K/D-1组级（8K82K/11S824M）和质子-K/D-2组级（8K82K/11S824F）。D-1组级和D-2组级使用RD-58M发动机，拥有更大的推力。但是，这两种上面级仍然没有导航能力。
D-1组级于1976年8月9日首飞，发射了月球24号探测器。此后又发射了金星11号~金星16号、维加1号和维加2号（用于探测金星和哈雷彗星），1989年发射石榴石高能天体物理实验卫星后退役。
D-2组级只发射了三次，其中失败一次。它成功地将福波斯1号和福波斯2号火星-火卫一探测器送入太空。失败的那次则是在1996年发射火星96探测器，结果载荷在太平洋上空坠落。
D组级于1974年诞生衍生型号DM组级，采用11D-58S发动机。单价为400万美元。

## 衍生型号
| 衍生型号     | 首次飞行 | 末次飞行 | 发射次数 | 火箭                         | 备注                   |
| ------------ | -------- | -------- | -------- | ---------------------------- | ---------------------- |
| D组级        | 1967     | 1976     | 44       | 質子K型 N1运载火箭           |                        |
| D-1组级      | 1978     | 1989     | 10       | 質子K型                      | 主要用于前往金星的飞行 |
| D-2组级      | 1988     | 1996     | 3        | 質子K型                      |                        |
| DM组级       | 1974     | 1990     | 66       | 質子K型 能源运载火箭(未飞行) |                        |
| DM-2组级     | 1982     | 2012     | 115      | 質子K型 質子M型              |                        |
| DM-2M组级    | 1994     | 2005     | 15       | 質子K型                      |                        |
| DM-03组级    | 2010     | 现役     | 4        | 質子M型                      |                        |
| DM-5组级     | 1997     | 2002     | 2        | 質子K型                      |                        |
| Blok DM1组级 | 1996     | 1996     | 1        | 質子K型                      |                        |
| DM2组级      | 1997     | 2002     | 4        | 質子K型                      |                        |
| DM3组级      | 1996     | 2006     | 25       | 質子K型                      |                        |
| DM4组级      | 1997     | 1997     | 1        | 質子K型                      |                        |
| DM-SL组级    | 1999     | 现役     | 36       | 天頂3號SL                    |                        |
| DM-SLB组级   | 2008     | 现役     | 5        | 天頂3號SLB                   |                        |

## 资料来源
1. ↑  Norbert Bgügge. .   [2015-08-01]. （原始内容存档于2016-03-04）.
2. ↑  . RSC Energia.   [2013-06-30]. （原始内容存档于2012-01-24）.
3. ↑  .   [2008-09-26]. （原始内容存档于2008-07-23）.